# Iduberga Linden
Iduberga Linden SSpS (* 1. April 1905 in Schleicherberg, Mehring; † 18. März 1943 in der Bismarcksee) war eine deutsche römisch-katholische Ordensfrau, Missionsschwester und Märtyrin.

## Leben
Veronika Linden, zweites von 12 Kindern eines Landwirts, wuchs in der Nähe von Trier auf. Sie besuchte die Volksschule in Büdlich im Hunsrück und wurde 1917 in Beuren (Hochwald) gefirmt. Nach dem Tod ihres Vaters 1918 arbeitete sie zunächst 6 Jahre im elterlichen Haushalt, dann in verschiedenen Positionen in Trier und Umgebung. Am 17. September 1929 trat sie im Alter von 24 Jahren in Steyl in das Missionshaus St. Michael der Steyler Missionare und der Steyler Missionsschwestern ein. Von dort ging sie am 26. Februar 1930 nach Vallendar in das Provinzhaus Marienau, wo sie auf die gleichaltrige Moselanerin Criscentia Fusenig traf. Am 8. Juni 1930 begann sie das Noviziat unter dem Ordensnamen Iduberga (nach der heiligen Iduberga). Am 5. Juni 1932 legte sie ihre Ersten Gelübde ab und ging in die Ordensniederlassung in Trier-Pfalzel. Vom 5. Oktober bis zum 21. Dezember 1937 reiste sie mit Criscentia Fusenig und anderen in die Papua-Neuguinea-Mission, wo sie in der Station Alexishafen am 6. Juni 1938 die Ewigen Gelübde ablegte. Dann wirkte sie in der Missionsstation Boikin (East Sepik Province), später aus Gesundheitsgründen in Wewak. Nach der Besetzung von Papua-Neuguinea durch japanische Invasionstruppen 1942 wurde sie am 18. März 1943 zusammen mit Bischof Josef Lörks und zahlreichen weiteren Missionaren und Ordensschwestern auf dem Zerstörer Akikaze hingerichtet und ins Meer geworfen.

## Gedenken
Die Römisch-katholische Kirche in Deutschland hat Schwester Iduberga Linden als Märtyrin in das deutsche Martyrologium des 20. Jahrhunderts aufgenommen.